# Nahuel DL-43
El Nahuel DL-43 fue un tanque medio desarrollado en la Argentina para el Ejército Argentino durante la Segunda Guerra Mundial. Fue diseñado por el teniente coronel Alfredo Baisi y ensamblado en el Arsenal Esteban de Luca de Boulogne Sur Mer. Entró en servicio en 1944. Su nombre proviene del idioma mapuche o mapudungun y significa «jaguar». Se fabricaron doce unidades.

## Historia
En los años 1936 y 1937, el Ejército Argentino realizó una serie de maniobras a gran escala en la Provincia de Córdoba. En ellas quedó en evidencia la utilidad de unidades blindadas y con una gran capacidad de movimiento. Así se resolvió, a fines de la década de 1930, adquirir alrededor de 160 vehículos blindados en el mercado europeo. El modelo preferido por la Comisión de Adquisiciones en el Extranjero era el THNP-38 checo–más conocido como Panzer 38(t)– fabricado por la firma ČKD (Českomoravská Kolben-Daněk), el mejor tanque “mediano” del mundo en ese momento. Un expediente muy favorable fue enviado al Ministerio de Guerra, que dio su luz verde. Miembros de la Comisión realizaron tratos iniciales con Checoslovaquia, pero la venta se frustró como consecuencia de los Acuerdos de Múnich y la ocupación alemana de Checoslovaquia. Los alemanes incorporaron estos a sus propias formaciones blindadas bajo el nombre de Pz. Kpfw. 38(t), y toda la producción debió ser destinada a la Wehrmacht. Tan efectivos probaron ser estos blindados que los alemanes los mantuvieron en producción hasta 1942, y la Panzerdivision 7 del General Erwin Rommel, que tan destacada actuación tuvo en Francia durante la campaña de mayo-junio de 1940, estaba equipada en dos terceras partes con estos ingenios checos.
El inicio de la Segunda Guerra Mundial privó así a Argentina de sus proveedores tradicionales de material bélico. Para 1939, el ejército solo poseía doce tanquetas Vickers Carden-Loyd Mk.VI y seis obsoletos autos blindados Crossley mod. 1924.  

### Diseño

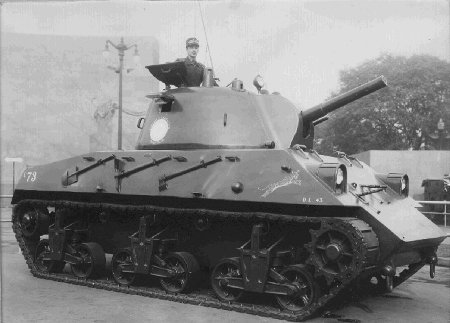
Nahuel DL 43. 1944

En medio de la Segunda Guerra Mundial en Europa, al nuevo gobierno no le quedó más opción que recurrir a la industria nacional para equiparse con un nuevo vehículo de combate que se ajustara a las necesidades de la época.  
Se le encargó la tarea de diseño y producción a los ingenieros militares teniente coronel Alfredo A. Baisi, director del Arsenal Esteban de Luca, y al mayor Francisco Armando Villamil. El diseño básico y la maqueta de madera a escala real estuvieron listas a solo 45 días de recibir la orden y tan solo se necesitaron dos meses más para que el primer prototipo saliera de la línea de montaje.
El diseño final estaba claramente inspirado en el M4 Sherman estadounidense, pero cabe destacar que Baisi logró un diseño que en ciertas prestaciones igualaba o incluso superaba al Sherman; por ejemplo, el blindaje llegaba a los 80 mm en la parte frontal. Para 1947 prescinde de dos ametralladoras frontal Madsen 7,62 mm, eliminando el puesto del ametrallador delantero para poner en su lugar cajas de munición. La única ametralladora que presenta el modelo es la coaxial, en la parte izquierda de la torre.

### Producción
Si bien la capacidad industrial de Argentina había mejorado mucho gracias al modelo de Industrialización por sustitución de Importaciones llevada a cabo durante la crisis de 1930, seguía siendo esencialmente liviana y sin experiencia en este tipo de proyectos. Por eso se recurrió a varias instituciones públicas y privadas que se encargaron de producir las diferentes piezas del carro.
El chasis provenía de los Astilleros del Ministerio de Obras Públicas, situado en la Isla Maciel. El anillo protector que fijaba la torreta fue forjado en los talleres de Ferrocarriles del Estado y luego maquinado en el Instituto Aerotécnico Nacional (ex Fábrica Militar de Aviones) en Córdoba. Esta operación era llevada a cabo en los Talleres Metalúrgicos San Martín (TAMET). En total, unos ochenta establecimientos industriales de la Capital Federal y del interior del país se involucraron en la tarea, colaborando además, los grandes talleres del Ministerio de Obras Públicas, Yacimientos Petrolíferos Fiscales, la Fábrica de Aceros Especiales de DGFM, en Valentín Alsina, y los ya mencionados.

### Repercusión internacional
Documentos de inteligencia norteamericana demuestran la confusión y sorpresa que produjo en los medios de información de ese país -e inclusive entre sus similares en Inglaterra- la aparición del Nahuel. En especial uno firmado por el Mayor Henry Lee, asistente del agregado militar de EE. UU. en Buenos Aires, en el que desmiente los rumores sobre el blindaje (se creía que provenía de material quitado a viejos barcos de guerra)

## Planta motriz y rodaje
El motor era un Lorraine-Dietrich 12 Eb Courlis de 12 cilindros en W y 450 cv, y árboles de levas a la cabeza, realizados en la Fábrica Militar de Aviones entre 1931 y 1932 para propulsar los cazas Dewoitine D.21 (hoy uno de estos motores se encuentra en restauración por parte de la Asociación de Amigos del Museo Nacional de Aeronáutica en su taller de Morón). Era refrigerado por agua a través de un radiador colocado en la parte trasera del vehículo. Tenía acoplado una transmisión hidráulica de cinco velocidades, cuatro hacia delante y una en reversa, situada en el interior. Esta era fabricada por la firma «Pedro Merlini», con sede en el barrio porteño de Caballito. 
El tren de rodaje y la suspensión consistía en bojes provistos de dos ruedas de camino y un rodillo de retorno sobre los que se apoya el chasis mediante ballestas elásticas de suspensión. Los bogies eran complementados por otros dos rodillos de retorno. La rueda propulsora estaba situada al frente. Engarzaba una oruga de 76 planchas de acero, teniendo por detrás una rueda tensora. Este conjunto le permitía alcanzar una velocidad de 40 km/h y sortear pendientes con una inclinación de hasta 30°.

## Armamento
El armamento principal para equipar a la pre-serie de Nahuel, fue el cañón Krupp L.30 Modelo 1909 de 75 mm. El mismo había sido de dotación reglamentaria en las unidades de artillería de campaña del EA hasta fines de los 30, cuando fue reemplazado por el Bofors 75 mm. Aún existían muchos ejemplares del Krupp en los depósitos de la Dirección General de Materiales del Ejército, e incluso algunos estaban sin uso, en sus cajas de embalaje originales.
Este cañón era una pieza de retroceso hidráulico con un alcance máximo de 7700 metros, que, aunque se veía limitado por el afuste monoflecha, poseía una buena cadencia de tiro para la época, de alrededor de 20 disparos por minuto.
El armamento secundario consistía en una ametralladora coaxial de 7,65 mm y tres ametralladoras Madsen de 7,65 mm en la parte frontal, que eran accionadas por el operador de radio.

## Variantes
En 1944 se rediseñaron los 12 tanques producidos en el Arsenal Esteban de Luca, se quitaron los dos Madsen del frente y el radiooperador y en su lugar se pusieron más municiones. Esto nos da 2 variaciones:
la versión Baisi y la versión de Luca, una con una tripulación de 5 hombres pero menos reservas de munición y la otra con un tripulante menos pero más reservas de munición

## Destino
Se completaron 12 blindados, más un prototipo de madera, y fueron puestos en servicio en 1944, pero la producción se detuvo en 1945. En 1947 se encontraban inactivos por diversos problemas mecánicos. Gracias a la iniciativa del nuevo Director de la Escuela de Tropas Mecanizadas, coronel José María Epifanio Sosa Molina (hermano del Ministro de Guerra), los Nahuel fueron reacondicionados y mejorados en el Arsenal Esteban de Luca.
En la Escuela se creó la Compañía de Tanques Medianos, que contaba con dos secciones de tanques Nahuel cada una (se dejaron los otros dos tanques para reemplazo en emergencias). La nueva Compañía fue puesta al mando del capitán Julio Alberto Cáceres, y las Secciones a cargo del teniente primero Héctor Pedro Nan y del teniente José Javier de la Cuesta Ávila, respectivamente. Los Nahuel reacondicionados fueron dotados de radios Mk. 19, se mejoraron las escotillas de acceso, se añadió una mirilla para el conductor y se eliminaron dos de las tres ametralladoras del chasis, entre otras modificaciones.
Sin embargo, terminada la Segunda Guerra Mundial, la disponibilidad de gran cantidad de blindados M4 Sherman y Sherman Firefly excedentes de los arsenales aliados, los cuales eran ofrecidos a muy bajo costo, ocasionaron que no se optase por producir más ejemplares o continuar con el desarrollo posterior del modelo. Hacia 1950 quedaban pocos tanques operativos y en 1960 se dispuso su baja definitiva, terminando sus días en polígonos de tiro o vendidos como chatarra. Ningún ejemplar sobrevive al día de la fecha.

## Operadores
- Ejército Argentino